# Genesio Sampieri
Genesio Sampieri detto Il Moro (Monteroni d'Arbia, 14 gennaio 1851 – Quinciano, 18 agosto 1900) è stato un fantino italiano.
Padre del fantino Guido Sampieri detto Fulmine, Il Moro ha disputato il Palio di Siena in ventinove occasioni nel corso del XIX secolo, vincendo quattro volte. Sampieri condivide con altri fantini il proprio soprannome: Emilio Mannucci e Sabatino Guerrini che corsero a fine Ottocento, Giovanni Cuccui che corse negli anni sessanta del Novecento e Domenico Leoni, vincitore del Palio nel 1910 e nel 1919.

## Le vittorie
Il Moro fu capace di vincere all'esordio in Piazza il 16 agosto 1880, e addirittura bissò il successo alla sua seconda presenza, esattamente un anno dopo. Lo sfavillante inizio di carriera venne confermato dalla terza vittoria in quattro Palii corsi, nell'agosto 1882. Seguirono cinque anni di attesa prima poter tornare a vincere: cosa che accadde il 16 luglio 1887. La quarta vittoria fu l'ultima: Sampieri corse per altri dieci anni, senza riuscire a confermare i risultati ottenuti ad inizio carriera.
La sua prima vittoria, al Palio dell'Assunta del 1880, avvenne in un contesto di grande confusione. La mossa fu data senza i canapi, e vi furono diverse partenze non valide. Quella valida fu una delle più caotiche: addirittura alcuni fantini si ritrovarono mischiati ad alcuni Carabinieri a cavallo ancora presenti ai margini della pista. Il Moro correva per l'Aquila e montava un morello di proprietà di Remigio Bellini; riuscì a partire per primo ed a mantenere un ampio distacco sulle inseguitrici fino alla fine della carriera. Il compenso per Il Moro fu di 600 lire dell'epoca.
Anche la vittoria dell'agosto 1881 fu decisa alla mossa. Il Moro corse per il Drago, e riuscì ad approfittare degli screzi tra i fantini di Chiocciola (Giovanni Vieri detto Peggio o Il Passatore), Tartuca (Antonio Duchi detto Martellino) e Selva (Mario Bernini detto Bachicche) per involarsi fino alla vittoria.
La vittoria del 1882 fu preceduta da un "giallo". Nel corso della prova precedente il Palio, Sampieri (nella Torre) cadde pesantemente a terra, riportando numerose contusioni. Addirittura si sparse la voce che Il Moro fosse morto. Il giorno del Palio su sostituito nella comparsa da un altro fantino, ma al momento della corsa Il Moro si presentò a cavallo pronto per correre, seppur con numerose fasciature. Fece una gara di inseguimento, costretto a rincorrere Nicchio e Lupa succedutesi alla testa della corsa. Riuscì a balzare al comando all'inizio del terzo giro, e mantenne la posizione fino alla fine.
Nel 1887 Il Moro corse e vinse per la Giraffa. Secondo quanto riportato dagli storici, non si corse con il canape ma seguendo una procedura particolare. Venne sistemato un nastro davanti all'uscita dall'entrone, e successivamente i fantini vennero accompagnati fino alla cosiddetta "Ferrareccia" (probabilmente vicino al vicolo del Bargello) e da lì venne data la mossa. Si corse alla presenza del re Umberto I e della regina Margherita di Savoia; il Priore della Giraffa aveva convinto Il Moro che in caso di vittoria, oltre a ricevere un premio in denaro direttamente dal re, sarebbe stato assunto nelle stalle reali. Il Moro riuscì a comandare la corsa già dalla partenza, venendo però raggiunto all'ultimo momento dal Leocorno: riuscì comunque a vincere con mezza lunghezza di distacco. A differenza di quanto promessogli dal Priore, Sampieri ricevette dal re solamente una mancia di 200 lire.

## Aneddoti
Uno degli aneddoti riguardanti la carriera di Sampieri (datato 25 agosto 1896, la sua penultima presenza in piazza) racconta di un famoso raggiro attuato ai suoi danni da parte di un mangino della Torre, per favorire la vittoria di Domenico Fradiacono detto Scansino. L'accordo siglato dai due consisteva nel fatto che Il Moro, il quale montava il cavallo favorito, avrebbe dovuto lasciare strada a Scansino in cambio di un lauto compenso. Il Moro rispettò i patti, si lasciò sfilare al secondo Casato da Scansino, che vinse comodamente. Recatosi presso il vinaio dal quale avrebbe dovuto ritirare il compenso pattuito con il mangino, trovò soltanto la ricompensa di un soldo di vino.

## Presenze al Palio di Siena
Le vittorie sono evidenziate ed indicate in neretto.
| Palio          | Contrada     | Cavallo                   |
| -------------- | ------------ | ------------------------- |
| 16 agosto 1880 | Aquila       | Pilata                    |
| 16 agosto 1881 | Drago        | Morello di G. Carlini     |
| 3 luglio 1882  | Onda         | Morello di G. Carlini     |
| 16 agosto 1882 | Torre        | Morello di G. Carlini     |
| 2 luglio 1883  | Drago        | Morello di G. Frati       |
| 16 agosto 1883 | Drago        | Morello di A. Franci      |
| 2 luglio 1884  | Aquila       | Morello di G. Carlini     |
| 16 agosto 1884 | Tartuca      | Prete                     |
| 2 luglio 1885  | Drago        | Baio di G. Boscagli       |
| 4 luglio 1886  | Civetta      | Morello di A. Butini      |
| 16 agosto 1886 | Torre        | Morello di A. Butini      |
| 16 luglio 1887 | Giraffa      | Farfallina                |
| 16 agosto 1887 | Drago        | Morello di C. Ancilli     |
| 2 luglio 1888  | Selva        | Baio di S. Franchi        |
| 16 agosto 1888 | Onda         | Baio di S. Franchi        |
| 2 luglio 1890  | Torre        | Morello di L. Vanni       |
| 17 agosto 1890 | Nicchio      | Grigio di G. Bianciardi   |
| 16 agosto 1891 | Valdimontone | ?                         |
| 16 agosto 1892 | Torre        | Baio di C. Vallesi        |
| 29 maggio 1893 | Oca          | Sauro di S. Betti         |
| 2 luglio 1894  | Chiocciola   | Morello di G. Sampieri    |
| 16 agosto 1894 | Selva        | Farfallina                |
| 19 agosto 1894 | Istrice      | Morello di L. Franci      |
| 2 luglio 1895  | Valdimontone | Baio di A. Fanetti        |
| 16 agosto 1895 | Chiocciola   | Farfallina                |
| 2 luglio 1896  | Selva        | Baio di A. Butini         |
| 16 agosto 1896 | Civetta      | Baio di A. Berni (scosso) |
| 25 agosto 1896 | Civetta      | Baio di P. Bellocci       |
| 4 luglio 1897  | Pantera      | Morello di A. Micchi      |

Avrebbe dovuto correre anche in un'altra occasione (16 agosto 1891, per il Montone) ma il suo baio morì il giorno precedente a causa di una congestione polmonare causata, secondo i veterinari che la visitarono, dall'eccessivo affaticamento.